# Garaż-film

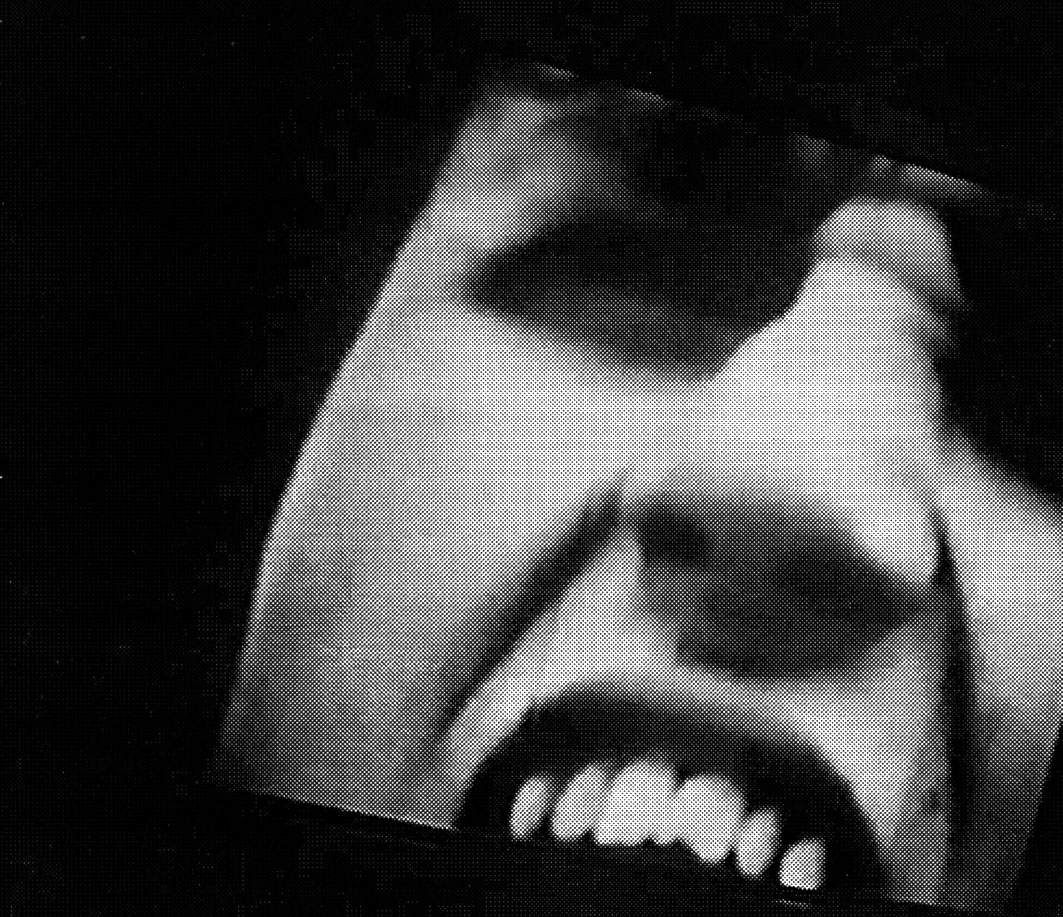
Kadr z filmu „KSU-1944”

Garaż-film – niezależna grupa twórcza, która powstała w II poł. lat 80. XX wieku w Poznaniu.
Twórcy grupy Garaż-film koncentrowali swoją działalność na dokumentowaniu zjawisk związanych z alternatywną kulturą rockową, uznawaną przez nich za istotny element kształtujący świadomość młodego pokolenia Polaków przełomu lat 70. i 80. XX wieku, określanego niekiedy mianem pokolenia stanu wojennego. Kultura ta postrzegana była jako forma sprzeciwu wobec utrwalonych wzorców społecznych, ideologicznych schematów oraz powszechnego konformizmu. Z uwagi na swój antysystemowy charakter, nurt rockowy spotykał się z brakiem akceptacji ze strony ówczesnych instytucji państwowych, w tym także kontrolowanych i cenzurowanych mediów publicznych – radia i telewizji.
Pomimo ograniczeń, twórcy i wykonawcy rockowi docierali do szerokiego grona odbiorców dzięki niezależnym kanałom dystrybucji – przede wszystkim poprzez tzw. drugi obieg, działalność Festiwalu w Jarocinie oraz audycje Rozgłośni Harcerskiej. W odpowiedzi na potrzebę dokumentowania i utrwalania tego rodzaju przejawów kontrkultury, Jerzy Jernas – we współpracy z Januszem Piwowarskim i Barbarą Stawiarską – powołał do życia grupę twórczą Garaż-film. Jej działalność zaowocowała powstaniem szeregu niezależnych filmów dokumentalnych poświęconych zespołom reprezentującym polską scenę alternatywną, m.in. Bielizna, Malarze i Żołnierze, Marilyn Monroe, Chłopcy z Placu Broni, Sztywny Pal Azji i Big Cyc. Powstały również artystyczne klipy inspirowane twórczością niezależnych muzyków rockowych.
Zainteresowanie działalnością Garaż-filmu wyrazili m.in. Wojciech Mann oraz Jan Chojnacki, prowadzący jedyny wówczas program telewizyjny poświęcony muzyce rockowej – Non Stop Kolor. Dzięki ich wsparciu filmy grupy trafiły do szerszego grona odbiorców, a sam zespół twórców został zainspirowany do realizacji cyklu gawęd Jarka Janiszewskiego pt. Otrzepywanie rosy.
Wraz z postępującym zanikiem społecznego wymiaru rockowego buntu w latach 90., działalność Garaż-filmu została zawieszona. Po dekadzie przerwy do pracy powrócił Jerzy Jernas, realizując nowe projekty filmowe inspirowane m.in. twórczością śląskiego artysty Stasia oraz historią zespołu KSU, uznawanego za jedną z ikon polskiego punk rocka. Produkcje Garaż-filmu miały charakter niezależny – nie powstawały na zamówienie, nie służyły promocji konkretnych wykonawców ani wydawnictw muzycznych. Stanowiły natomiast autorską formę artystycznej wypowiedzi twórców związanych z ruchem kontrkulturowym.

## Filmografia
- Wieża radości, wieża samotności (1988)
- Rokosz – muzyka inspirowana reggae (1988)
- Film, którego nie ma (1988)
- Spontan (1989)
- 1944 (1989)
- Taniec lekkich goryli (1990)
- Otrzepywanie rosy (1990)
- Broń chemiczna (1991)
- Graffiti (1992)
- Joł Madafaka (2001)
- Casino Reno 2 (2002)
- Heroina (2006)
- KSU – Legenda Bieszczad, Legenda Rocka (2007)
- Tacy byliśmy – Polska 1988 (2008)
- Narodziny Wolności (2010)
- Spragnione czułości (2010)
- Bohaterowie z Wapna (2010)
- Arkady Fiedler – człowiek bez paszportu (2013)
- Olimpijczycy (2015)
- Sześć miesięcy (2017)